# Louis Moreau
Louis Moreau war ein französischer Degenfechter. Das IOC führt ihn in seinen Berichten als Émile Moreau.

## Erfolge
Louis Moreau nahm an den Olympischen Spielen 1920 in Antwerpen teil. Im Einzel belegte er den sechsten Platz. Mit der französischen Equipe erreichte er die Finalrunde, die hinter Italien und Belgien auf dem Bronzerang abgeschlossen wurde.